# Mohamed Coulibaly (Fußballspieler)
Mohamed Coulibaly (* 7. August 1988 in Bakel, Senegal) ist ein französisch-senegalesischer Fußballspieler.

## Karriere
Mohamed Coulibaly begann seine Karriere im Jugendbereich beim französischen Verein FC Gueugnon. Dort schaffte er den Sprung in die zweite Mannschaft und gehörte auch von 2007 bis 2009 zum Kader der ersten Mannschaft. Coulibaly debütierte für FC Gueugnon im Profifußball am 12. Mai 2008, dem 37. Spieltag der Ligue 2. Im Heimspiel gegen HSC Montpellier stand er neben dem späteren Star Aly Cissokho und Romuald Peiser in der Startelf. Jedoch kam Coulibaly auch nach dem Abstieg in die dritte Liga nur zu einem weiteren Einsatz für die erste Mannschaft. Daher wechselte er im Sommer 2009 zum Fünftligisten FC Saint-Louis Neuweg. Nach zwei Jahren entschloss sich Coulibaly ins Ausland zu wechseln. Im Juli 2011 wechselte er zum Schweizer Drittligisten SC Dornach. Dort wurde er Stammspieler und vom Grasshopper Club Zürich entdeckt, die ihn nach nur zwei Monaten und fünf Spielen für den SC Dornach im September kurz vor Ende des Transferfensters verpflichteten. Nach nur drei Spielen für die zweite Mannschaft wurde er auch in den Kader der ersten Mannschaft berufen. Am 13. Spieltag der Saison 2011/12 debütierte er schlussendlich in der Axpo Super League im Heimspiel gegen Servette FC, als er in der 71. Minute für Steven Zuber eingewechselt wurde. Nach einer Verletzung Ende April 2012 kam er jedoch bis zum Saisonende 2011/12 nicht mehr zum Einsatz. In der folgenden Saison kam er fünfmal als Einwechselspieler zum Einsatz.
Von 2013 bis 2015 führte ihn seine Karriere nach England, anschließend spielte er zwei Jahre in Spanien, namentlich bei Racing Santander, wo er neun Tore erzielte. Danach spielte er kurzzeitig für UD Logroñés. Im Juli 2017 wechselte er zu FC Vaduz in die schweizerische Challenge League, wo er einen Vertrag bis 2021 unterschrieb. Mit dem Hauptstadtklub gewann er zweimal den Liechtensteiner Cup und stieg zur Saison 2020/21 in die erstklassige Super League auf, der FCV stieg aber nach einem Jahr direkt wieder ab und Coulibalys Vertrag wurde nicht mehr verlängert. Kurze Zeit später wechselte er dann weiter zu seinem ehemaligen Verein, dem Fünftligisten SC Dornach.

## Erfolge
- Liechtensteiner Pokalsieger: 2018, 2019